# Lesnoje (rejon prochładnieński)
Lesnoje (ros. Лесное) – wieś w Rosji, w Kabardo-Bałkarii, w rejonie prochładnieńskim. W 2010 liczyła 850 mieszkańców.